# Medžid Fakić
Medžid Fakić je srpski akademski slikar.

## Biografija
Medžid Fakić je rođen 1960. godine u Tutinu, Srbija. Završio je istoriju umjetnosti sa arheologijom u Skoplju, Makedonija (1985), gdje je uporedo pohađao i studije na Likovnoj akademiji. Magistrirao je slikarstvo, 2009. na Internacionalnom univerzitetu u Novom Pazaru, na temu "Žena kao inspiracija u Vermerovom slikarstvu", u klasi profesora Gordana Nikolića. Na istom univerzitetu je studirao i  grafiku u klasi profesora Fehima Huskovića.

## Djela
MrSci. Medžid Fakić je član Sandžačkog udruženja likovnih umjetnika (SULU). Živi i radi u Tutinu. Svoja djela je izlagao na 51 samostalnoj i preko 200 kolektivnih  izložbi u zemlji i inozemstvu. Za svoj umjetnički rad više puta je nagrađivan. Najznačajnije samostalne izložbe Medžida Fakića, nakon 2000. godine, su:
- 2001 — Prijepolje, Gradski muzej; Rožaje, Centar za kulturu;
- 2002 — Tutin, Galerija "Resnik";
- 2003 — Bijelo Polje, Galerija Centar za kulturu; Podgorica, Perjanički Dom Kralja Nikole;
- 2004 — Novi Pazar, Galerija "Sopoćanska viđenja";
- 2005 — Sarajevo, Galerija "Preporod"; Mostar, "Mostarsko kulturno ljeto" Centar za kulturu;
- 2006 — Novi Pazar, Galerija „Sopoćanska viđenja“; Užice, Gradska galerija;
- 2008 — Priboj, Galerija "Spirala"; Ulcinj, Galerija „Stari grad“; Veles, Gradska galerija; Prijepolje, Muzej u Prijepolju; Herceg Novi, Galerija Josip-Bepo Benković; Tutin, Centar za bošnjačke studije;
- 2009 — Novi Pazar, Magistarska izložba, Galerija Internacionalnog univerziteta; Kraljevo, Galerija Maržik; Skoplje, Galerija Doma armije; Kavadarci – Makedonija, Gradska galerija;
- 2010 — Mostar, galerija "Kuća Ćorovića".